# Bildfrequenz
Die Bildfrequenz (präziser Bildwechselfrequenz), oder auch Bildrate ist ein Begriff aus der Film- und Videotechnik. Sie bezeichnet die Anzahl der Einzelbilder, die pro Zeitspanne aufgenommen oder wiedergegeben werden und wird meist in der Einheit fps (englisch: frames per second), seltener BpS (Bildrahmen/Bilder pro Sekunde) oder Hz (Hertz) angegeben. Hochgeschwindigkeitskameras können schon mehrere Millionen davon besitzen. Diese werden dann oft für Zeitlupen gebraucht. 
Die Variable Bildwechselfrequenz (englisch variable frame rate) ist ein Begriff aus dem Bereich der Videokompression für ein Feature, das von manchen Containerformaten unterstützt wird. Es erlaubt die Veränderung der Bildfrequenz beim Abspielen eines Videos. Zudem kann die Vorstellung einer festen Bildfrequenz komplett ignoriert werden und für jedes Bild ein eigener Timecode erstellt werden.
Die variable Bildwechselfrequenz ist vor allem hilfreich, wenn ein Video eine große Anzahl komplett statischer Bilder enthält. In diesem Fall kann die Kompressionsrate verbessert werden.
Zudem kann man das Auftreten von Artefakten bei der Bildfrequenzkonvertierung verhindern, wenn ein Video eine Kombination von Abschnitten mit 24/25/30/50/60 Bildern/Sekunde enthält.
Standbilder von Aufnahmen in dunklen Umgebungen können mit einer zeitweise abgesetzten Bildwiederholfrequenz länger belichtet werden und somit ein helleres Bild erzeugen.

## Film- und Videotechnik
Das menschliche Auge nimmt bei etwa 14 bis 16 Bildern pro Sekunde (individuell verschieden) aufeinanderfolgende Bilder als bewegte (aber nicht unbedingt ruckelfreie) Szene wahr, weswegen die Bildfrequenz in der Anfangszeit der bewegten Bilder (Stummfilmzeit), nach einer experimentellen Phase, auf 16 Bilder pro Sekunde festgelegt wurde. Auf dem zweiten internationalen Kongress der Filmhersteller von Paris 1909 wurden 1000 Bilder in der Minute festgelegt, 16⅔ Bilder pro Sekunde. Viele späte Stummfilme wurden jedoch mit höheren Bildfrequenzen, wie z. B. 22 Bildern pro Sekunde, aufgenommen. Mit der Einführung des Tonfilms wurde die Bildfrequenz auf 24 Hz festgelegt.
Aktuelle Bildwechselfrequenzen sind 24 Hz (bei vielen Kinofilmen), 48 Hz (bei aufwendig produzierten neuen Kinofilmen und bei 3-D-Kino), 25i/30i Hz (beim Fernsehen) und 60–390 Hz (bei Computerspielen). Eine Bildsequenz, die mit einer niedrigen Bildfrequenz aufgenommen und mit normaler Geschwindigkeit abgespielt wird, nennt man Zeitraffer, bei einer hohen Aufnahmefrequenz spricht man hingegen von Zeitlupe.
| Filmformat         | Bilder pro Sekunde                                                                                               |
| ------------------ | --- |
| Normal-8-Film IMAX | 16, 16⅔ (Einheits-Tonsystem, ETS), 18, 24, 25 in Verbindung mit der Tonbandgeschwindigkeit 3 ⁄4 Zoll pro Sekunde |
| Super-8-Film IMAX  | 18, 24 (Heimkino)                                                                                                |
| 16-mm-Film IMAX    | 16, 18, 20 (stumme Unterrichtsfilme), 24, 25 (Fernsehen)                                                         |
| 35-mm-Film IMAX    | 16–24 (Stummfilm), 24 (Kino), 25 (Fernsehen)                                                                     |
| 55-mm-Film IMAX    | 24 (Kino) |
| 65/70-mm-Film IMAX | 24 (Panavision Super 70, Ultra Panavision 70, Todd-AO), 30 (frühes Todd-AO), 60 (Showscan)                       |
| 65/70-mm-Film IMAX | 24 (IMAX 2D/3D), 48 (IMAX HD)                                                                                    |

| Format     | Bilder pro Sekunde                                           |
| ---------- | ------------------------------------------------------------ |
| PAL/SECAM  | 25i (interlaced = zweimal 25 Halbbilder, also 50 Halbbilder) |
| NTSC s/w   | 30i (2 × 30 Halbbilder, also 60 Halbbilder)                  |
| NTSC Farbe | 30 × 0,999 ≈ 29,97i                                          |

## Fotografie
Auch bei Digitalkameras wird heute oft eine maximale Bildfrequenz angegeben, mit der Bilder in Folge fotografiert werden können. Diese wird jedoch häufig nur für wenige Fotos aufrechterhalten, da die Bilddateien nicht so schnell gespeichert werden können, wie sie bei der Aufnahme entstehen, insbesondere wenn eher langsame Speicherkarten benutzt oder Bilder in einem Rohdatenformat gespeichert werden. Moderne Kameras können mit 40 Bildern pro Sekunde fotografieren.